# Artur Joaquim de Faria Maurício
Artur Joaquim de Faria Maurício GCC (Lisboa, 30 de Junho de 1944 - 13 de Abril de 2008) foi presidente do Tribunal Constitucional de Portugal de 21 de Outubro de 2004 até Abril de 2007.

## Carreira
- Licenciado em Direito pela Faculdade de Direito da Universidade de Lisboa em 1966.
- Ingressou na magistratura do Ministério Público em 1967, tendo exercido os cargos de Delegado do Procurador da República nas comarcas de Alcácer do Sal e Vila Franca de Xira e de Curador de Menores no Tribunal de Menores de Lisboa; em 1973, ingressou na magistratura judicial tendo exercido o cargo de Juiz de Direito nos tribunais de Ourique e Mértola; exerceu, em comissão de serviço, o cargo de Ajudante do Procurador da República no Tribunal da Relação de Lisboa; em 1978, optou pela carreira do Ministério Público, tendo exercido o cargo de Auditor Jurídico em diversos ministérios e o de Procurador-Geral Adjunto no Supremo Tribunal Administrativo e no Tribunal Constitucional.
- Nomeado Juiz Conselheiro do Supremo Tribunal Administrativo em 1989 e, em 2000, Juiz Conselheiro do Supremo Tribunal de Justiça.
- Foi presidente da Direcção do Sindicato dos Magistrados do Ministério Público; fundador e director da Revista do Ministério Público.
- Foi presidente da Comissão Nacional para a Inscrição na Lista de Administradores Judiciais
- Integrou diversas comissões para a reforma do contencioso administrativo
- Eleito pela Assembleia da República, em 1998, Juiz do Tribunal Constitucional.
- Eleito Presidente do Tribunal Constitucional em 21 de Outubro de 2004, cargo que exerceu até 2007.

A 8 de Junho de 2007 foi condecorado pelo Presidente da República, Cavaco Silva, com a Grã-Cruz da Ordem Militar de Nosso Senhor Jesus Cristo.